# Rozwalewo
Rozwalewo (dodatkowa nazwa w j. kaszub. Rozwôlewò) – osada kaszubska w Polsce położona w województwie pomorskim, w powiecie kościerskim, w gminie Dziemiany. 
Ta położona pośród lasów osada wchodzi w skład sołectwa Trzebuń.
W latach 1975–1998 miejscowość położona była w województwie gdańskim.